# Каримбо
Каримбо̀ (на португалски carimbó, curimbó) е музикален перкусионен инструмент от групата на мембранофонните инструменти.
Инструментът има африкански произход, но се използва повече в регионите с концентрирано бразилско население като Пара, Балем и островите Марахо.
Състои се от дървен корпус с дължина 1 метър и диаметър 30 см. Единият от отворите е покрит с мембрана, изработвана от еленова кожа. Изпълнителят свири на каримбо без палки, непросредствено с ръце, като поставя инструмента между краката си подобно на джембето.
Освен инструмента, думата каримбо на португалски също така е и име на танц, който се изпълнява под акомпанимента на този инструмент. В някой момент по време на танца дамата хвърля кърпичката си на земята, а кавалерът ѝ трябва да съумее да я повдигне само с уста.